# Kodeks 0101
Kodeks 0101 (Gregory-Aland no. 0101), ε 48 (Soden) – grecki kodeks uncjalny Nowego Testamentu na pergaminie, paleograficznie datowany na VIII wiek. Rękopis przechowywany jest w Austriackiej Bibliotece Narodowej (Pap. G. 39780) w Wiedniu.

## Opis
Do dziś zachował się fragment 1 karty kodeksu (11 na 9 cm) z tekstem Ewangelii Jana (1,29-30.31-32). Tekst pisany jest jedną kolumną na stronę, 14 linijek w kolumnie. Pergamin jest barwy brunatnej i zachował się w złej kondycji. Kształty liter są typowe dla środowiska aleksandryjskiego i przypominają nieco koptyjską uncjałę. Skryba miał tendencję do zawężania liter epsilon oraz sigma.
Fragment zawiera następujące nomina sacra: ΠΝΑ (duch), ΙΝ (Jezusa) i ΙΣΛ (Izrael).

## Tekst
Tekst kodeksu reprezentuje aleksandryjską tradycję tekstualną. Kurt Aland zaklasyfikował go do kategorii II.
W Jana 1,30 przekazuje wariant περι; wariant wspierany jest przez Sinaiticus², A, C³, L, Θ, Ψ, 063, f1, f13, większość bizantyjską; rękopisy tradycji aleksandryjskiej przekazują wariant ὑπὲρ ({\displaystyle {\mathfrak {P}}^{5}}, {\displaystyle {\mathfrak {P}}^{66}}, {\displaystyle {\mathfrak {P}}^{75}}, Sinaiticus*, Vaticanus, C*, WS).
| recto ΤΗΕΠ[αυρι]ΟΝΒΛΕ ΠΕΙΤΟΝΙΝΕΡΧΟ ΜΕΝΟΝΠΡΟΣΑΥΤΟ ΚΑΙΛΕΓΕΙ ΔΕΟΑΜΝΟΣΤΟΥΘΥ ΕΝΤ[ωυδατ]ΙΒΑΠΤΙΖΩ ΟΑΙΡΩΝΤΠΝΑΜΑΡ | verso ΚΑΓΩ[ουκ η]ΔΕΙΝΑΥ ΤΟΝΑΛΛΙΝΑΦΑΝΕ ΡΩΘΗΤΩΙΣΛΔΙΑ ΤΟΥΤΟΗΛΘΟΝΕΓΩ ΚΑΙ[εμαρ]ΤΥΡΗΣΕ |

## Historia
Gregory datował fragment na VII wiek. Obecnie INTF datuje go na VIII wiek. Fragment znaleziony został w Egipcie, w Fajum.
Karl Wessely wydał tekst fragmentu metodą facsimile w 1894 roku. Fragment badany był przez Gregory’ego w 1887 roku, który opublikował jego tekst w 1900. Gregory w 1908 roku dał mu siglum 0101.
Tekst fragmentu ponownie został wydany przez Davida Parkera w 2007 roku. W roku 2008 facsimile fragmentu wraz z transkrypcją wydali Stanley E. Porter oraz Wendy J. Porter. Porterowie odczytali więcej liter niż Wessely. Rękopis wykorzystywany jest w krytycznych wydaniach greckiego Nowego Testamentu.